# Hojas Selectas
Hojas Selectas fue una revista editada en la ciudad española de Barcelona entre 1902 y 1921.

## Descripción
La revista, fundada en 1902 por Pablo Salvat Espasa, contó en los primeros años de andadura en sus páginas con las firmas de Adolfo Alegret, Antonio Alfau y Baralt, Marcos Jesús Beltrán, Manuel Carretero, Federico Clement Ferrer, Enrique Contreras y Camargo, Pedro Corominas, José Echegaray, Luis Gabaldón, Antonio García Llansó, un R. García Plata, un N. Garrido, Ricardo Gil, Francisco López Acebal, Gregorio Martínez Sierra, Apeles Mestres, Ramón Miquel y Planas, Francisco Navarro y Ledesma, Roberto del Palacio, Juan Bautista Perales y Boluda, Sofía Pérez Casanova, Alfonso Pérez Gómez-Nieva, Rafael Puig y Valls, Julio Puyol, Eduardo Reyes Prósper, Blanca de los Ríos, Manuel Rodríguez Codolá, Salvador Rueda y Santos, un J. Ruiz Castillo, un Luis G. Salvador, Juan Tomás y Salvany y Juan Valero de Tornos, entre otros. En el plano gráfico, contó con ilustradores como C. Lezcano y José Segrelles. Estaba subtitulada «revista para todos» y aireaba tanto información como literatura en prosa y verso. La publicación cesó en 1921.